# Luke Hobbs
Lucas "Luke" Hobbs è un personaggio immaginario della saga di Fast & Furious; è interpretato da Dwayne Johnson e compare a partire dal quinto episodio della saga. Inizialmente personaggio di supporto, viene ufficialmente "promosso" a co-protagonista nell'ottavo film della serie.

## Biografia
Lucas Hobbs, detto Luke, crebbe nelle Samoa insieme ai fratelli Jonah, Mateo, Timo, Kal: essi vennero cresciuti fino all'adolescenza dalla sola madre Sefina, fino a che, un giorno, loro padre fece ritorno al fine di reclutare i propri figli come membri della sua banda, iniziando a coinvolgerli in azioni criminali sempre più pericolose; Luke, che negli anni si era avvicinato al mondo della legalità, fu l'unico a interpretare i veri interessi del padre e, per salvaguardare l'integrità dei fratelli, lo fece catturare delle autorità. L'aver tradito il padre, però, diede un brutto scossone ai rapporti con la sua famiglia e Hobbs decise di lasciare le Samoa ed entrò nel dipartimento di polizia statunitense DSS (Diplomatic Security Service), divenendone, col tempo uno dei migliori agenti dalle altissime capacità e guadagnandosi addirittura una Silver Star al valore per le sue azioni sul campo.

### Fast & Furious 5(2011)
Luke Hobbs viene mandato a Rio de Janeiro per arrestare e riportare in America il fuorilegge Dominic Toretto, rifugiatosi in Brasile dopo gli avvenimenti di Fast & Furious - Solo parti originali. Inizialmente, malgrado Hobbs e la sua squadra riescano più volte a incontrare Toretto e i suoi, non riescono mai ad arrestarli; in seguito, però, scovano il loro nascondiglio e Dom viene arrestato assieme a Brian O'Conner, sua sorella Mia e il loro amico Vince; mentre Hobbs e la sua squadra stanno trasportando i loro prigionieri, subiscono un agguato da parte degli uomini del più potente e corrotto uomo d'affari di Rio, Hernan Reyes, in cui Vince e tutti gli uomini di Hobbs muoiono. Il gruppo riesce a salvarsi grazie alla poliziotta Elena Neves, anch'essa sopravvissuta all'agguato, che libera i prigionieri. Infine, Dom e Brian riescono a depredare Reyes di tutto il suo denaro e, eliminatolo, Hobbs ha nuovamente la possibilità di catturarli; tuttavia lascia loro un'ultima possibilità di fuga, promettendo loro che lo avrebbero rivisto presto.
Nella scena dopo i titoli di coda, Hobbs viene informato dall'agente FBI Monica Fuentes che una banda criminale altamente addestrata in ambito militare sta mettendo a segno un colpo dopo l'altro, sottolineando che di questa banda fa parte Leticia Ortiz, la moglie di Dom, creduta morta dopo i fatti di Solo parti originali.

### Fast & Furious 6(2013)
Impegnato a indagare sull'organizzazione terrorista di cui sembra far parte Letty (moglie di Dom), Hobbs scopre che il leader di tale banda criminale è Owen Shaw, ex ufficiale della SAS, che guida la sua squadra all'attacco di convogli militari in tutto il mondo per rubare armamenti tecnologici. Poiché catturare Shaw e la squadra si rivela particolarmente difficile, Hobbs decide di chiedere aiuto a Dom, rifugiatosi nelle isole Canarie dopo la rapina compiuta a Rio nel precedente film. Per convincere il rivale, Hobbs gli rivela la presenza di Letty all'interno della squadra del terrorista; Toretto si offre dunque di aiutare Hobbs mettendo a disposizione la sua squadra, a patto che, una volta terminata la missione, il poliziotto faccia in modo di garantire loro l'amnistia per i loro precedenti crimini. Hobbs accetta e Toretto raduna il suo team che coopera col federale nelle varie operazioni, le quali si svolgono principalmente a Londra, riuscendo infine a fermare Shaw impedendo il decollo di un aereo in Spagna. Al termine della missione, Hobbs concede l'amnistia a tutta la banda di Toretto e quindi la possibilità di tornare a casa in America e ricominciare una vita tranquilla.

### Fast & Furious 7(2015)
All'inizio di questo film, Hobbs si scontra con l'ex agente MI6 Deckard Shaw, intrufolatosi nel suo ufficio per rubare le informazioni inerenti alla squadra di Dom, colpevole di aver ridotto in fin di vita Owen, suo fratello. Durante la lotta, Shaw lancia una granata che fa esplodere l'ufficio e Hobbs, per salvare l'intervenuta Elena Neves, salta dalla finestra, atterrando d'impatto sul tetto di un SUV, riportando gravi danni e finendo in ospedale. Dopo che la squadra di Dom si batte con Shaw e i suoi scagnozzi nel Caucaso e ad Abu Dhabi, infine Shaw colpisce proprio a Los Angeles. Hobbs, ormai ripresosi, si unisce quindi alla battaglia finale, aiutando a sconfiggere Shaw e ad eliminare il suo complice Mose Jakande. Infine, Hobbs arresta Shaw, mettendolo in un carcere di massima sicurezza.

### Fast & Furious 8(2017)
Mentre cerca di condurre una vita più tranquilla insieme alla figlia Samantha, Hobbs viene incaricato di recuperare una bomba EMP che è stata rubata e per farlo decide di affidarsi ancora una volta al team di Dom, recandosi con loro a Berlino. Tuttavia, una volta che la bomba è nelle sue mani, Dom manda Hobbs fuori strada e gli sottrae l'arma: questo perché Toretto è ricattato dalla cyber-terrorista Cipher, che tiene in ostaggio suo figlio. Avendo fallito una missione tecnicamente illegale, Luke viene arrestato e finisce nel medesimo penitenziario in cui aveva fatto rinchiudere Deckard Shaw alla fine del film precedente, e si ritrova rinchiuso proprio nella cella di fronte alla sua. Essendo i due uomini gli unici ad essere stati precedentemente in grado di rintracciare Dom, vengono liberati con uno stratagemma dall'agente della CIA "Sig. Nessuno", che incarica loro e la squadra di Toretto di trovare Dom per arrivare a Cipher. L'inseguimento porta il team presso una base militare russa dove Cipher, utilizzando la bomba EMP, attiva un sottomarino per lanciare delle testate nucleari e scatenare un conflitto su scala mondiale. Shaw, tuttavia, libera il figlio di Toretto che può quindi ribellarsi a Cipher, riunirsi al suo team e aiutarlo a distruggere il sottomarino. Avendo sventato l'attentato di Cipher, a Hobbs viene offerto il reintegro, ma rinuncia, desiderando spendere più tempo con la figlia e la famiglia di Dom.

### Fast & Furious - Hobbs & Shaw(2019)
In questo spin-off della saga, Hobbs viene avvicinato da Victor Locke, una sua vecchia conoscenza della CIA, che lo mette sulle tracce di un'agente MI6 accusata di aver rubato una pericolosissima arma batteriologica nota come "Fiocco di neve". Hobbs viene, quindi, mandato a Londra, dove si ritrova ad avere a che fare nuovamente con Deckard Shaw per tale indagine: scopre, infatti, che l'agente accusata altri non è che la sorella di Shaw, Hattie (con cui arriva presto a flirtare), e che ella si è appropriata del Fiocco di neve, iniettandoselo, solo per tenerlo al sicuro dal terrorista geneticamente modificato Brixton Lore, vecchio compagno d'armi ed ex fraterno amico di Deckard nel MI6. Aiutati da una vecchia fiamma di Shaw a Mosca, scoprono che il macchinario per estrarre il siero da Hattie è nel covo di Brixton, in un laboratorio in Ucraina: giunti lì, i tre ingaggiano un violentissimo scontro per recuperare tale macchinario, danneggiandolo nel corso della distruzione del laboratorio: per ripararlo, Hobbs decide di tornare dopo 25 anni nelle Samoa, presso la sua famiglia. Qui, Luke incontra subito l'ostilità dei fratelli, in particolare di Jonah, ma, grazie all'affetto della madre, riesce infine a farsi perdonare e a convincere proprio Jonah a riparare il macchinario; contemporaneamente, si prepara con la sua famiglia ad affrontare le truppe di Brixton, che giungono il mattino dopo: a seguito di rocamboleschi inseguimenti, Hobbs e Shaw infine fanno realmente squadra e sconfiggono Brixton.
Nelle scene durante e dopo i titoli di coda, Hobbs decide di portare sua figlia nelle Samoa per farle conoscere la sua famiglia e viene nuovamente contattato da Locke per una nuova missione, ancora più pericolosa.

### Fast X(2023)
Nella scena a metà dei titoli di coda, Hobbs viene contattato e minacciato da Dante Reyes in quanto diretto responsabile della morte del padre di questi, Hernan Reyes (ai tempi di Fast & Furious 5). 

## Caratterizzazione

### Abilità
Essendo membro delle forze speciali, Hobbs è un grande esperto del combattimento corpo a corpo, nonché dell'utilizzo di armi da fuoco; ha inoltre fatto notare di intendersi di auto e motori, anche se decisamente non al livello di Dominic Toretto o dei membri della sua squadra. Ciò che caratterizza fortemente Hobbs è la sua forza fisica fuori dal comune, che raggiunge livelli al limite dell'umano.

### Famiglia
- Padre † (nome sconosciuto, citato in Hobbs & Shaw)
- Sefina (madre)
- Jonah Hobbs (fratello)
- Timothy "Timo" Hobbs (fratello)
- Mateo Hobbs (fratello)
- Kal Hobbs (fratello)
- Lisa Hobbs (sorella)
- Samantha "Sam" Hobbs (figlia)
- Moglie † (nome sconosciuto, madre di Sam)

## Concezione e sviluppo
Vin Diesel ha spiegato che inizialmente il ruolo di Hobbs era stato scritto per Tommy Lee Jones. Ma successivamente Diesel, noto frequentatore di Facebook, apprese che i fan desideravano vedere lui e Dwayne Johnson insieme in un film. Diesel e il regista Justin Lin riscrissero quindi completamente il ruolo per Johnson. Johnson era felice di lavorare con la Universal Studios, citata da lui spesso per averlo guidato nella sua carriera cinematografica. Per rendersi all'altezza del ruolo richiesto, Johnson si sottopose ad un duro e intenso programma di allenamento giornaliero, per poter rendere l'idea di un "formidabile cacciatore di taglie".